# Michelotto Automobili

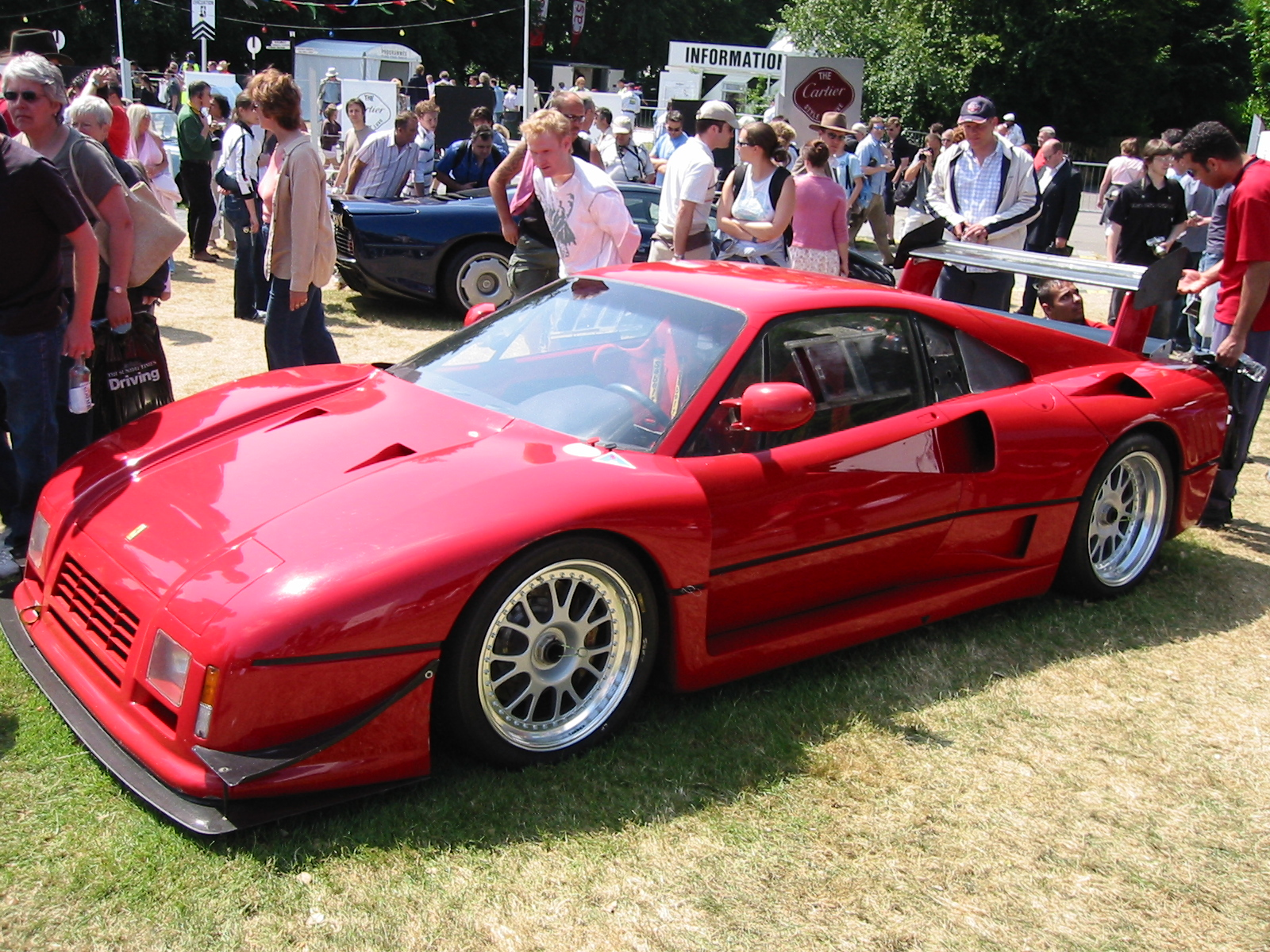
La Ferrari 288 GTO Evoluzione

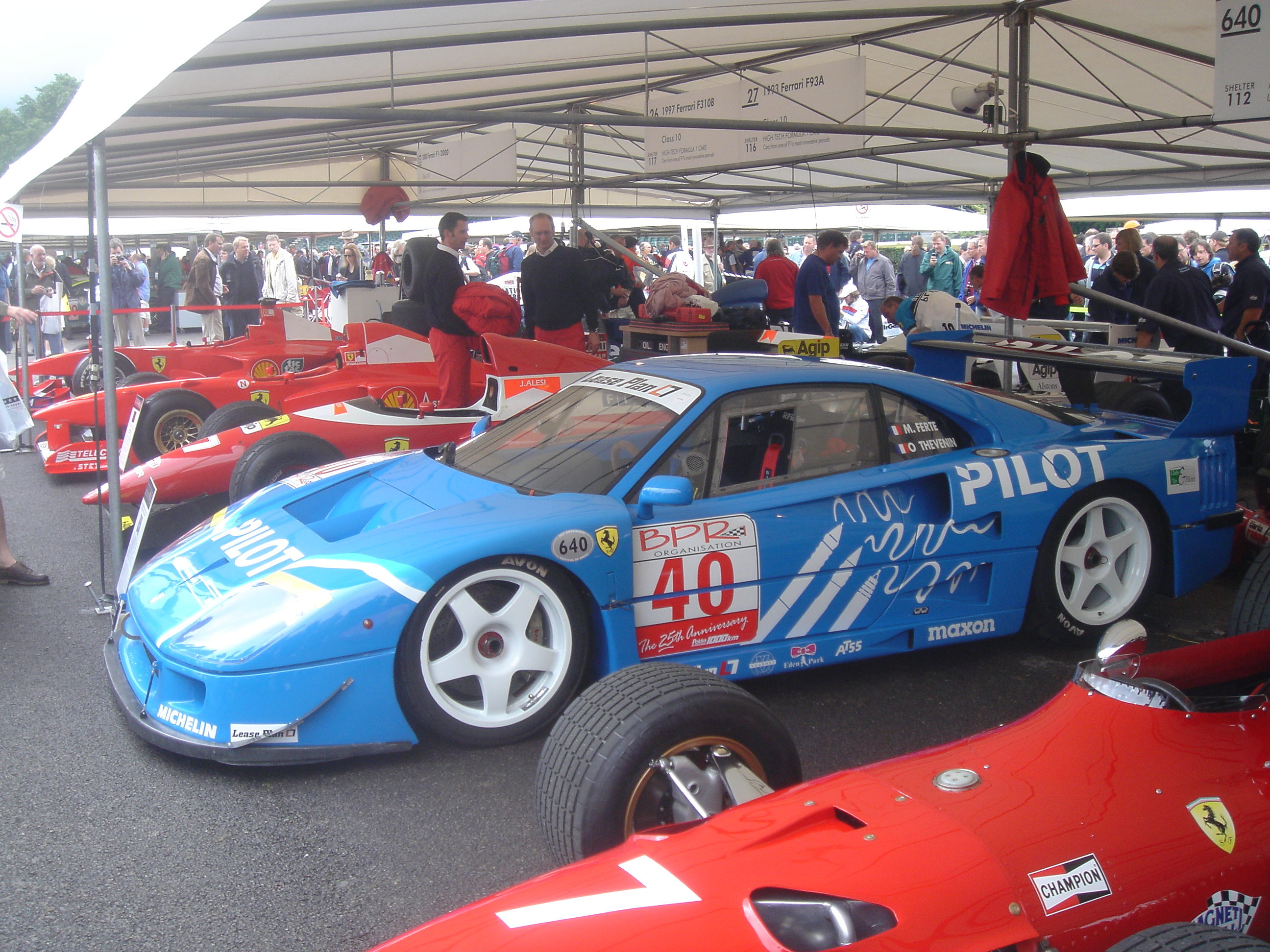
La Ferrari F40 LM

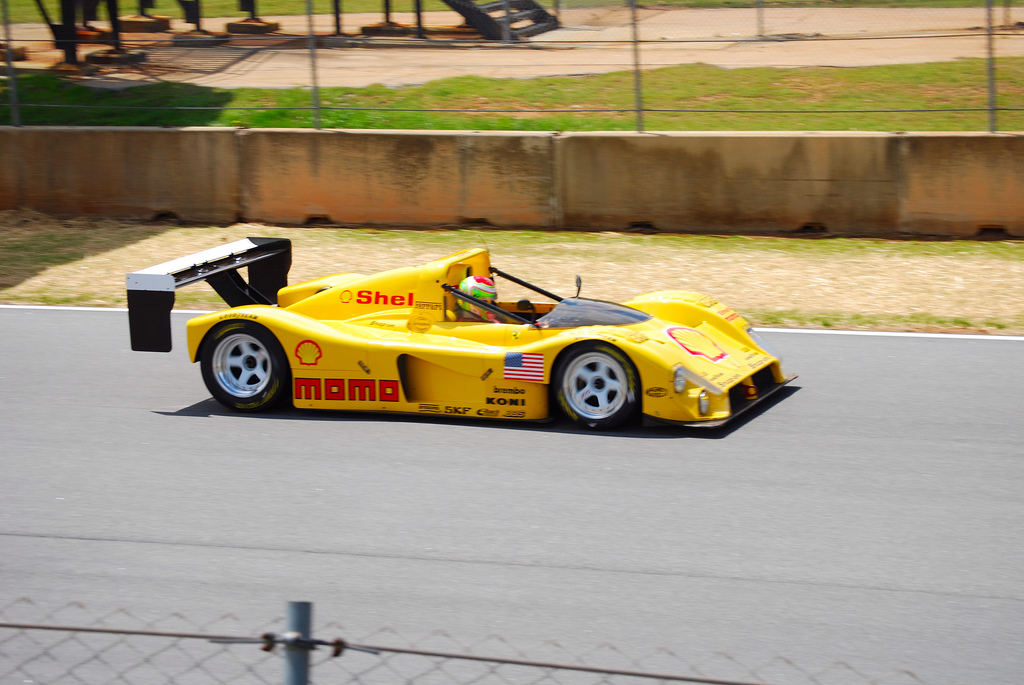
La Ferrari 333 SP

La Michelotto Engineering SpA è un'azienda fondata a Padova nel 1969 come Officina Michelotto (dal 1973 Service Ferrari); attualmente si occupa di automobili da competizione, prototipi di automobili di serie ed elaborazioni di vetture stradali.
Oltre alla preparazione di vetture da corsa per committenti, in passato l'azienda ha schierato per la sua scuderia le sue realizzazioni, ottenendo successi.

## Risultati sportivi
Tra i risultati ottenuti nelle competizioni ci sono la conquista del Campionato Italiano Turismo Gruppo 1 Classe 850 nel 1971, cinque Campionati Italiani Rally ed oltre trenta vittorie assolute ottenute con la Lancia Stratos negli anni settanta, due Targa Florio, due Tour De France, un Campionato Italiano Rally ed un Campionato Spagnolo Rally con la Ferrari 308 Gruppo 4 nei primi anni ottanta.
Sulla base delle esperienze così acquisite, l'azienda padovana fu coinvolta dalla Ferrari nella realizzazione della 308 GT/M del 1983, destinata a rimpiazzare le 308 Gr.4 e 308 Gr.B e nella successiva Ferrari GTO Evoluzione del 1985, che a causa dei mutati regolamenti sportivi divenne la vettura-laboratorio per lo sviluppo della Ferrari F40.
In seguito a Michelotto venne commissionata dalla Casa del Cavallino Rampante la realizzazione delle versioni da corsa della F40: furono allestiti 19 esemplari della F40 Le Mans (1989) per il campionato statunitense IMSA, sette Ferrari F40 GT (1993) per il Campionato Italiano Granturismo e sette Ferrari F40 GTE (1994) per il BPR Global GT Series.Alcuni esemplari delle varie versioni furono iscritti anche alla 24 Ore di Le Mans da varie squadre nel corso degli anni novanta, ma essendo concepiti per le gare sprint non ottennero risultati di rilievo nella classica maratona francese. Il miglior risultato fu infatti il 12º posto a 28 giri dal vincitore ottenuto nel 1995 dopo aver segnato il 5º tempo assoluto e pole position tra le GT nelle qualifiche.
Nel frattempo l'azienda portò in pista nel Campionato Italiano Prototipi 1992 e 1993 la barchetta "Osella PA16", con cui conquista il titolo nel 1992.
Dopo che la Casa di Maranello aveva lanciato nel 1994 la sua 333SP, realizzata con la collaborazione di Dallara e della stessa Michelotto Automobili, nel 1997 la Ferrari affidò proprio all'azienda padovana la gestione globale del progetto: tra il 1997 e il 2001 vennero effettuati importanti lavori di sviluppo che consolidarono la competitività della vettura, capace di ottenere nella sua lunga carriera 69 pole position e 56 vittorie assolute, tra cui tre 12 Ore di Sebring (1995, 1997, 1998), una 24 Ore di Daytona (1998), due 6 Ore di Watkins Glen (1996 e 2001), una 1000 km di Monza (2001) e una Petit Le Mans (1998), oltre a 8 vittorie di classe, tra cui una in categoria LMP1 alla 24 Ore di Le Mans (1998). Nel palmarès anche quattro titoli Fia Sportscar Championship consecutivi (1998, 1999, 2000, 2001).
Oltre ai programmi di sviluppo delle F40 e 333 SP, alla Michelotto si sono occupati a cavallo degli anni novanta e duemila delle versioni da gara delle "piccole" di Maranello: la 348, la 360, la F430 e la 458, che hanno ottenuto successi sia di classe che assoluti nei campionati nazionali e internazionali a cui sono state iscritte dalle varie squadre clienti.
Nel 2008 l'azienda ha preparato per il pilota Leo Isolani una specifica versione della F430 GTC per le cronoscalate del Campionato Italiano Velocità Montagna.
Nel 2022 viene annunciato l'impegno di Michelotto nella realizzazione della Isotta Fraschini Tipo 6 LMH, che ha debuttato nel Campionato del mondo endurance 2024 alla 1812 Km del Qatar.